# Rezolucja Rady Bezpieczeństwa ONZ nr 711
Rezolucja Rady Bezpieczeństwa ONZ nr 711 została przyjęta bez głosowania 12 września 1991 r.
Po przeanalizowaniu wniosku Litwy o członkostwo w Organizacji Narodów Zjednoczonych, Rada zaleciła Zgromadzeniu Ogólnemu przyjęcie tego państwa do swojego grona.

## Źródło
- UNSCR - Resolution 711